# Tình say
 Tình say （tiếng Hàn Quốc: 사랑에 미치다）là một bộ phim truyền hình Hàn Quốc 2007, phim được phát sóng trên kênh SBS từ ngày 1 tháng 2 đến 1 thánh 4, 2007 thứ 7 & chủ nhật hàng tuần lúc 21 giờ 55 phút 

## Nhân vật
- Yoon Kye Sang vai Kim Chae Joon.
- Lee Mi Yun vai Suh Jin Young.
- Kim Eun Joo vai Jo Min Hee.
- Lee Jong Hyuk vai Hyun Chul.
- Yoo Tae Joon vai Jae Hoon
- Lee Kyung Jin vai mẹ của Jae Hoon.
- Song Jae Ho vai ba của Jae Hoon.